# Рудоголовий жалівник
Рудоголовий жалівни́к (Scepomycter) — рід горобцеподібних птахів родини тамікових (Cisticolidae). Представники цього роду є ендеміками Танзанії.

## Види
Виділяють два види:
- Жалівник рудоголовий (Scepomycter winifredae)
- Жалівник міомбовий (Scepomycter rubehoensis)[5][6][7]

## Етимологія
Наукова назва роду Scepomycter походить від сполучення слів дав.-гр. σκεπας — покриття і дав.-гр. μυκτηρος — ніздря.